# 肉馅饼
肉饼是用肉馅和或其他原料共同制成的馅饼。肉饼在欧洲，澳洲，新西兰，加拿大，中美洲和南非尤为流行。

## 历史
肉饼的起源可以追溯至大约公元前9500年的新石器时代。古埃及人已馅饼为主要饮食，馅饼基本以燕麦、小麦、黑麦和大麦为原料，混合蜂蜜在热煤上烘烤制成。
最后，希腊人接受了这些馅饼，并首次融入肉馅，研制出了带有汤汁的面点。在希腊，这些馅饼通常是在煤炭下炸或烧。罗马人在品尝过希腊人的这种美食后，在稍作变动的基础上将馅饼融入自己的饮食中。根据当时富人们保存的记录，罗马人将各种肉类、牡蛎、贻贝、七鳃鳗和鱼作为馅料放入用面粉、油、水搅和成的面团中。人们通常不吃这种糕点的面皮，而是将其扔掉。
伴随着罗马帝国领土的扩张，肉馅饼的食谱随之被引入中世纪的欧洲。在北欧，厨师们用像猪油和黄油类的脂肪制成粘稠的面团，包裹馅料后呈立体状。 这种中世纪的糕点叫做“棺饼”，意思为篮子或盒子，根据珍妮特·克拉克森（Janet Clarkson）所著的《馅饼世界史》一书，“棺饼”是:
一种美味的肉饼，饼皮很高，四四方方，馅料层上有用面饼做成的盖子。馅料上没有面饼遮盖的则称为“陷饼”。这些馅饼混合了各种肉类和酱料后进行烘焙，就像是现如今没有锅底的焙盘（饼皮就是锅底，坚硬且不可食用）。为了能经受数小时的烘焙，饼皮通常制作成若干英寸的厚度。
一些史学家认为坚硬不可食用的饼皮是打发给仆人的，而家里的老爷太太吃的是里面的馅料。
馅饼成为了中世纪人们的主食，最后被称之为“派”。“派”来自于一种常用作馅料的肉类名。人们使用牛肉、羊肉和鸭肉进行填充，但大多时候喜鹊肉是主要的原料。喜鹊在中世纪的英国最初叫做“派”。一些史学家认为人们流行将喜鹊称之为“派”，因此用“派”来命名馅饼。 然而，词源学家们却认为馅饼已喜鹊的名字命名是因为人们觉得二者之间有一种相似性，“派”各式各样的馅料就像是偷窃成性的喜鹊搜刮而来的五花八门的物品。"1303年，《牛津英语字典》第一次引用“派”来指代食物。到了1362年，“派”这一词流行起来，并广为使用。
法国人和意大利人致力于使糕点“派”更加精美，他们使用新方法，例如加入黄油，滚或揉面团的方式令馅饼更加薄脆，更加美味。1440年，人们承认了巴黎糕点协会，并开始开发产品，一种像现代面饼皮一样的原料也开始得以利用。
传教士和勘探者们将肉馅馅饼带向了世界。北美殖民地的英国旅行者带着食谱漂洋过海。在美国，馅饼的外皮可用来储存食物以备漫长的冬日（就像馅饼在古代的作用一样）。但直到19世纪80年代，吃馅饼才在美国流行起来。今天，肉馅馅饼已不再受欢迎，而是被甜味馅饼所取代。
如今，世界各地受欢迎的肉饼种类各异，变化多样。

## 区域差异

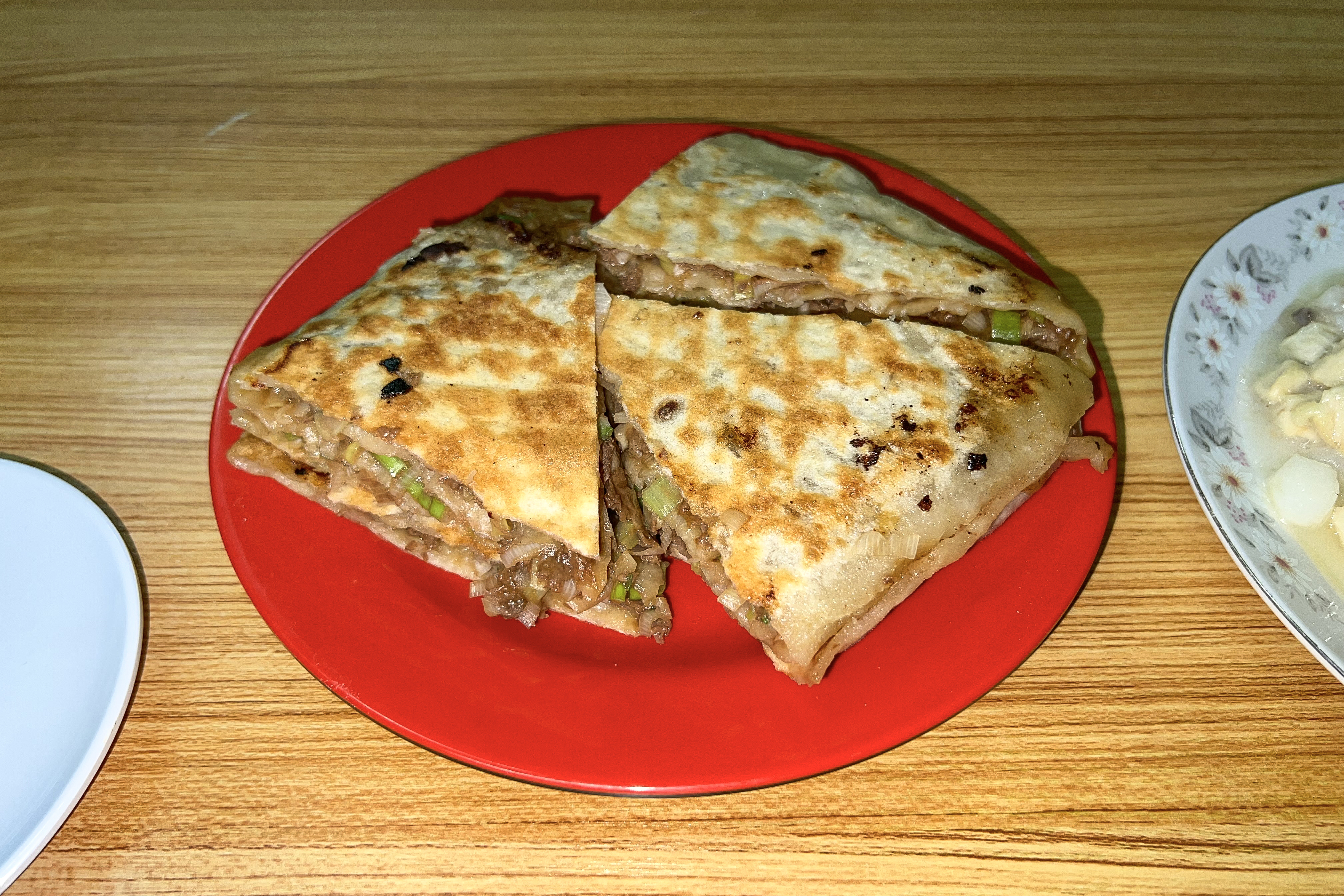
京式肉饼

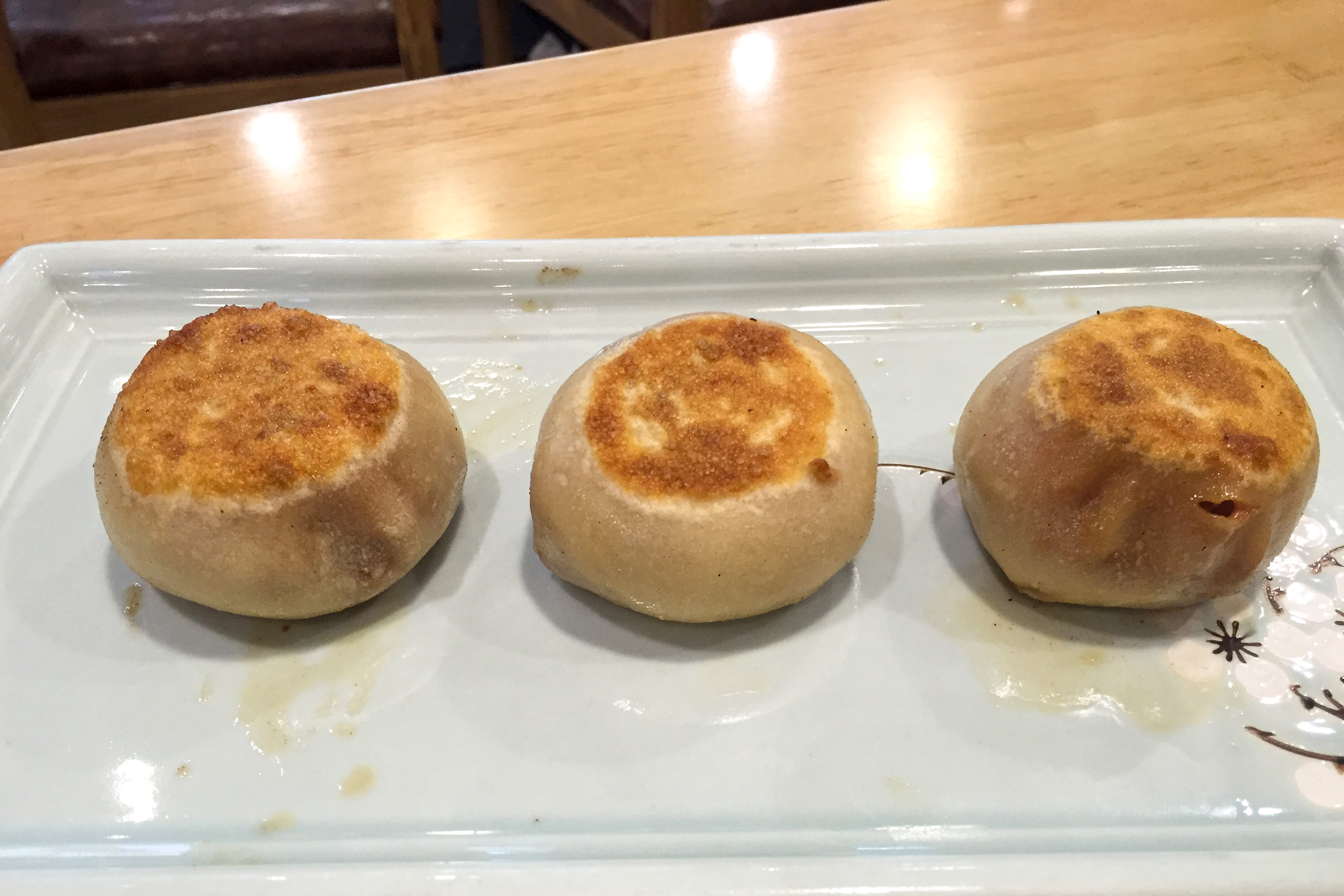
门钉肉饼

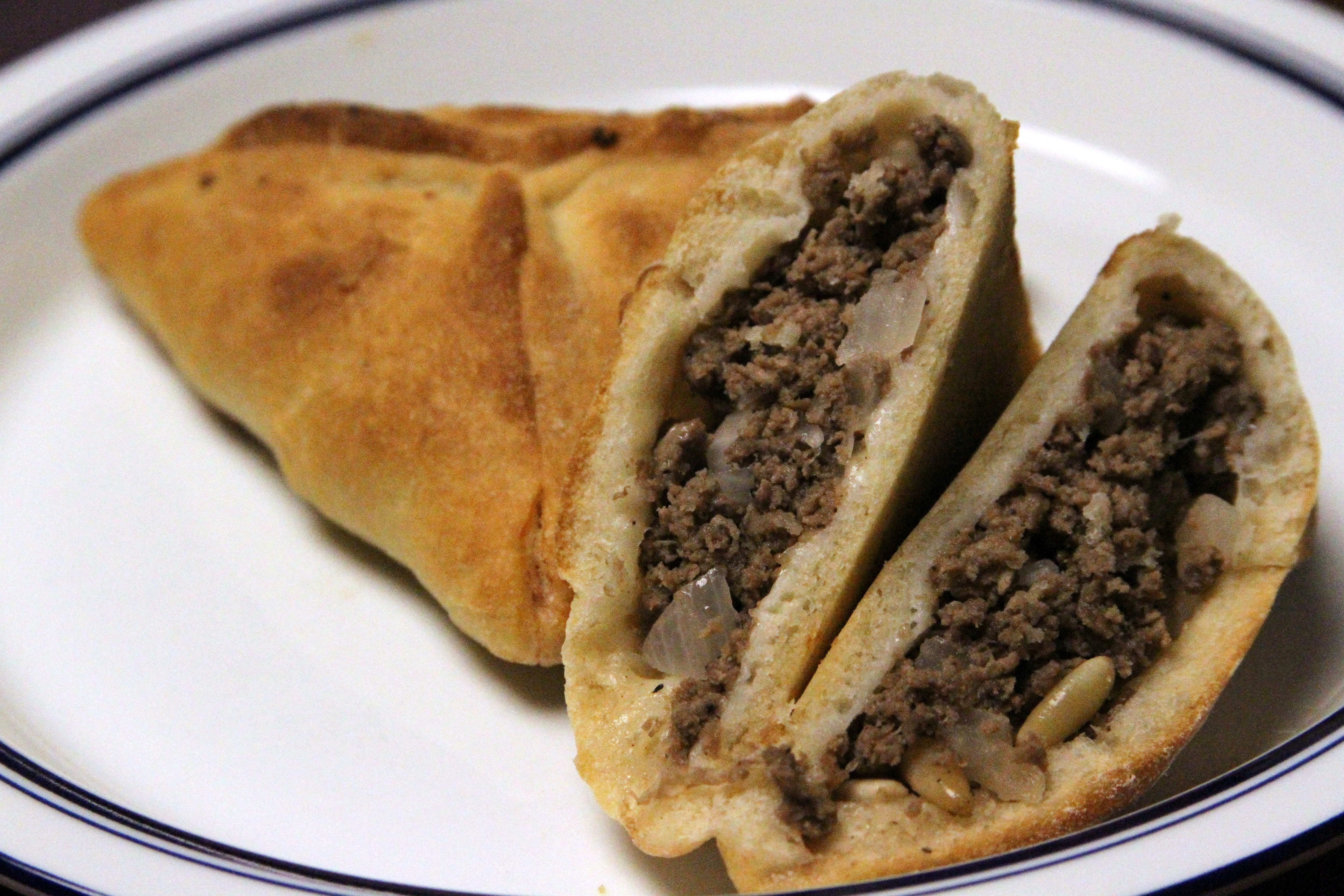
Fatayer, 中东饮食的一种肉饼

纳契托什肉饼是美国路易斯安那州的官方食物之一。纳契托什是路易斯安那州的一座城市。 与流行的水果馅饼不同，肉陷陷饼在美国大多人的饮食中并不普遍，尽管在美国有少数新西兰肉饼店。俄亥俄州代顿市的Cheeky肉饼与新西兰人喜爱的肉饼有相似之处。
拉丁美洲的恩帕纳达斯肉馅卷饼是一种用不同饼皮和馅料，烘焙或煎炸制成的一种馅饼。恩帕纳达斯肉馅卷饼内通常有很多洋葱和青红椒，并结合肉类或鱼类。恩帕纳达斯馅饼的面团有很多形状，可以用玉米面做，也可以做成千层饼。 在智利、阿根廷、玻利维亚、哥伦比亚、厄瓜多尔、波多黎各和秘鲁，肉饼用碎牛肉制成，馅料中还伴有橄榄、煎鸡蛋、去皮猪肉、牛排块，甚至是奶酪和萨拉米香肠。
肉饼的其他知名种类包括英国肉饼、法国-加拿大肉饼、澳大利亚和新西兰肉饼。爱尔兰的一种肉饼称之为牛排吉尼斯派，是用牛腿肉结合健力士烈性啤酒、培根和洋葱制成的。这种派伴着薯条和蔬菜一块食用，在澳大利亚的爱尔兰酒吧非常受欢迎。在澳大利亚和新西兰，肉饼是一种便利的食物，通常在加油站或便利店都有销售。在新西兰，肉饼曾在一家连锁快餐店中销售。
尼日利亚的肉饼与牙买加牛肉饼相似，可以烘焙或煎炸，差不多任何原料如咸牛肉（使用最为广泛），洋葱和番茄都可以充当馅料。
中东地区的肉饼叫做sfiha，内有碎牛肉、橄榄油、纯酸奶、芝麻酱、多香果、洋葱、番茄和松仁。希腊肉饼叫做kreatopita，内有碎牛肉、洋葱和菲达奶酪。希腊肉饼的馅料裹在薄酥皮（phyllo）面团中。印度肉饼称之为咖喱角，通常用豌豆、五香土豆、胡荽、扁豆、碎牛肉或碎鸡肉共同制成，并蘸着印度酸辣酱一起食用。
中国多地亦有各自特色的肉饼。河北省香河县的香河肉饼由明朝初期迁入北京以东地区的回民根据突厥饼改良而来，具有面积大、饼身薄的特点，最初主要以牛羊肉作馅，后来馅料逐渐发展出多个变种，猪肉、韭菜等食材开始入馅，现已成为遍布京津冀的小吃。北京市另有一种名为门钉肉饼的牛肉大葱馅饼，因其圆柱体形如城门门钉而得名。河南省濮阳市以及邻近的山东省菏泽市等地盛行被称为壮馍的肉饼。浙江省缙云县则有以梅菜和猪肉为馅料、利用炉膛内壁烤制的缙云烧饼。

## 更多阅读
- Sweeney Todd: The Demon Barber of Fleet Street edited by Robert Mack (2007). Oxford University Press. ISBN 0-19-922933-3